# Надежда Алилујева
Надежда Сергејевна Алилујева (рус. Наде́жда Серге́евна Аллилу́ева; 9. септембар 1901 – 9. новембар 1932) је била друга жена Јосифа Стаљина.

## Детињство и младост
Надежда је најмлађе дете руског револуционара Сергеја Алилујева, железничког радника и његове супруге Олге. Њена мајка је била немачког порекла, а отац је говорио руским јаким акцентом.
Сергеј Алилујев, иако је би Рус, пронашао је посао и други дом на Кавказу. У време Стаљиновог егзила, Алилујева породица је била извор помоћи и уточишта, и током 1917. године, Стаљин је живео повремено у свом стану.

## Јосиф Стаљин
Надежда је први пут упознала Јосиф Стаљина још као дете када је њен отац, Сергеј Алилујев, пружао Стаљину уточиште после његовог бега из сибирског затвора 1911. Можда је одувек била у љубави са мистериозним црномањастим Грузином са жућкастом-бојом очију, који јој је спасао живот од дављења кад је била дете.
Након револуције, Надежда ради као поверљиви службеник у Лењиновој канцеларији. Она избегава фенси хаљине, шминку и друге ствари које не доликују правом Бољшевику.
Удала се 1919. године, када је Стаљин већ био 41-годишњи удовац и отац једнога мушког детета, коме је мајка преминула од тифуса. Надежда и Јосиф су имали двоје деце: Василија, рођеног 1921. године, који је постао борбени пилот код Стаљинграда, и Светлану, ћерку, рођену 1926.
Према наводима њене блиске пријатељице, Полине Жемчужине, њихов брак је био често напет. Она је такође патила од душевне болести, евентуално биполарног поремећаја или поремећаја границе личности; Вјачеслав Молотов је рекао да је патила од промене расположења које су од ње направиле наизглед "луду жену".

## Смрт
Након јавне препирке са Стаљином на вечерњој забави, Надежда је пронађена мртава у својој спаваћој соби, револвер се налазио покрај ње. Без обзира на догађај, званична објава је била да је Надежда умрла од слепог црева. Неки тврде да пронађени пиштољ није коришћен, многи у Русији тврде да ју је Стаљин убио
Извештај савременика и Стаљинових писма указују да је био много узнемирен због догађаја.
Надежда Алилујева и Стаљинова ћерка, Светлана Алилујева, касније пребегла у САД, где је на крају објавила своју аутобиографији, која је укључивала и подсећање на односе њених родитеља.

## У популарној култури
Алилујеву је глумила Џулија Ормонд 1992. године у филму Стаљин.